# Huperzia crassa
Hakapa ranin o Huperzia crassa es una especie de planta herbácea perteneciente a la familia Lycopodiaceae.

## Descripción
Es una planta herbácea con  crecimiento  de hasta 25 cm de alto, crece en forma solitaria o haciendo pequeños grupos; su tallo se bifurca en la punta, sus hojas son de color verde a rojo-anaranjado o rojo-rosado, están dispuestas en espiral, en  forma de escamas alargadas que  miden hasta 1 cm de largo, sobrepuestas.

## Importancia cultural
Su nombre en quechua ancashino significa "pene de cuy", porque sus tallos supuestamente se parecen al sexo masculino del cuy macho (Cavia porcellus). Es usada por los pobladores en Áncash bajo la creencia de que ayuda a mejorar la reproducción de los cuyes, para lo cual es atado y colgado en el cuyero.

## Nombres comunes
- Hakapa pishqun, hakapa ranin[3]